# Zemský okres Wetterau
Zemský okres Wetterau (německy Wetteraukreis) se nachází v německé spolkové zemi Hesensko. Hlavním městem okresu je Friedberg.

## Geografie
Zemský okres Wetterau sousedí s okresy Gießen, Vogelsberg, Mohan-Kinzig, Vysoký Taunus, Lahn-Dill a městem Frankfurt. Na území okresu se nachází mnoho minerálních a termálních pramenů.

## Historie
Okres vznikl 1. srpna 1972 na území okresů Friedberg a Büdingen.

## Města a obce
| Města 1. Bad Nauheim 2. Bad Vilbel 3. Büdingen 4. Butzbach 5. Florstadt 6. Friedberg 7. Gedern 8. Karben 9. Münzenberg 10. Nidda 11. Niddatal 12. Ortenberg 13. Reichelsheim 14. Rosbach vor der Höhe | Obce 1. Altenstadt 2. Echzell 3. Glauburg 4. Hirzenhain 5. Kefenrod 6. Limeshain 7. Ober-Mörlen 8. Ranstadt 9. Rockenberg 10. Wölfersheim 11. Wöllstadt |